# Cork
Cork (írül: Corcaigh) Írország második, az Ír-sziget harmadik legnagyobb városa Dublin és Belfast után. Cork megye közigazgatási központja és Munster tartományának legnagyobb városa. A 2006-os népszámlálási adatok szerint lakosainak száma 119 143, a hozzá tartozó településekkel együtt pedig 190 384 fő.

## Fekvése
Írország délnyugati részén helyezkedik el, a Kelta-tenger partján, a Lee-folyó hosszan a szárazföldbe nyúló torkolatának a kezdetén.

## Történelem
A Lee folyó torkolatában található kis szigeten a 6. században Szent Finbarr kolostort alapított. A vallásos központ köré pezsgő életű település nőtt, melyet többszöri fosztogatás után 917-ben megszálltak a vikingek. Tőlük a 12. század elején rövid időre az ír Mac Carthaigh klán foglalta el, majd a század végén a normannok szerezték meg.
A várost a 13. század végén vastag falakkal megerősítették. A vallásháborúk idején a város hű maradt a katolikus egyházhoz, ezért az angol győzelem idejétől kezdve fokozatosan az angolellenes küzdelmek központjává vált. Az angolok saját érdekeik érvényesítése céljából a városba nagy csoportokban telepítették be a francia hugenottákat.
A 18. századra a gazdag mezőgazdasági körzetben elhelyezkedő, kiváló kikötővel rendelkező város az ország egyik leggyorsabban fejlődő településévé vált. A 19. században az ír függetlenséget követelő erők egyik legfontosabb központjává vált, számos forradalom színtere volt a város. A harcok során Cork épületeiben újra és újra jelentős károk keletkeztek, a 20. század elején a város két polgármesterét is elvesztette a háborúkban.
A függetlenség időszakának kezdetétől Cork folyamatos versenyben áll Dublinnal. A függetlenség kezdetén az az ötlet is felmerült, hogy a várost fővárossá kinevezésével kellene kárpótolni az ír hűsége miatt elszenvedett károkért. Végül a gazdasági és politikai érdekek úgy diktálták, hogy Dublin maradt a főváros.
1826-ban itt született William Ford, Henry Ford apja.
2005-ben Cork volt Európa kulturális fővárosa.

## Látnivalók
- Vörös-apátság (Red Abbey) - a város legrégebbi épülete
- Erzsébet-erőd - a 16. században épült vár egyetlen épen maradt bástyája, jelenleg rendőrségi épület található a falai közt
- Szent Finnbarr-katedrális - az 1870-es években épült háromtornyú neogót templom
- Corki Egyetem (U.C.C.) - 1849-ben, Viktória királynő látogatásának tiszteletére alapították
- Városi Múzeum
- Cork City Gaol - városi börtönmúzeum
- Gabonapiac (Cornmarket) - a 18. században épült, a kereskedők árujukat az egykor idáig futó dokkokból frissítették fel, a dokkok helyén ma a Grand Parade utca található
- Crawford galéria - az 1720-as években elkészült épület egykor vámház, majd képzőművészeti iskola volt, 1979-től képzőművészeti kiállítóteremként működik
- St. Ann’s Shandojn-templom - 1722-ben épült, a templom tetején szélkakas helyett szélhal (Lazac) mutatja a szelek irányát
- Glucksmann Gallery - modern galéria az egyetem területén. Az 1001 épület amit látnod kell mielőtt meghalsz című könyvben is szerepel
- Hugenotta-negyed

## Éghajlat
| Hónap                                                         | Jan. | Feb. | Már. | Ápr. | Máj. | Jún. | Júl. | Aug. | Szep. | Okt. | Nov. | Dec. | Év   |
| ------------------------------------------------------------- | ---- | ---- | ---- | ---- | ---- | ---- | ---- | ---- | ----- | ---- | ---- | ---- | ---- |
| Rekord max. hőmérséklet (°C)                                  | 16,1 | 14,0 | 15,7 | 21,2 | 23,6 | 27,5 | 28,7 | 28,0 | 24,7  | 21,4 | 16,2 | 13,8 | 28,7 |
| Átlagos max. hőmérséklet (°C)                                 | 8,2  | 8,3  | 9,9  | 11,8 | 14,4 | 17,0 | 18,7 | 18,5 | 16,5  | 13,2 | 10,3 | 8,5  | 13,0 |
| Átlaghőmérséklet (°C)                                         | 5,6  | 5,7  | 6,9  | 8,4  | 10,9 | 13,5 | 15,3 | 15,2 | 13,3  | 10,5 | 7,8  | 6,1  | 10,0 |
| Átlagos min. hőmérséklet (°C)                                 | 3,0  | 3,1  | 4,0  | 4,9  | 7,4  | 10,2 | 11,8 | 11,8 | 10,2  | 7,7  | 5,2  | 3,7  | 6,9  |
| Rekord min. hőmérséklet (°C)                                  | −8,5 | −8,6 | −6,1 | −2,4 | −0,9 | 2,4  | 4,8  | 4,9  | 2,3   | −0,4 | −3,3 | −7,2 | −8,6 |
| Átl. csapadékmennyiség (mm)                                   | 131  | 98   | 98   | 77   | 82   | 81   | 79   | 97   | 95    | 138  | 120  | 133  | 1228 |
| Havi napsütéses órák száma                                    | 56   | 68   | 102  | 159  | 192  | 174  | 167  | 161  | 129   | 93   | 69   | 53   | 1423 |
| Forrás: http://www.met.ie/climate-ireland/1981-2010/cork.html |      |      |      |      |      |      |      |      |       |      |      |      |      |

## Képek

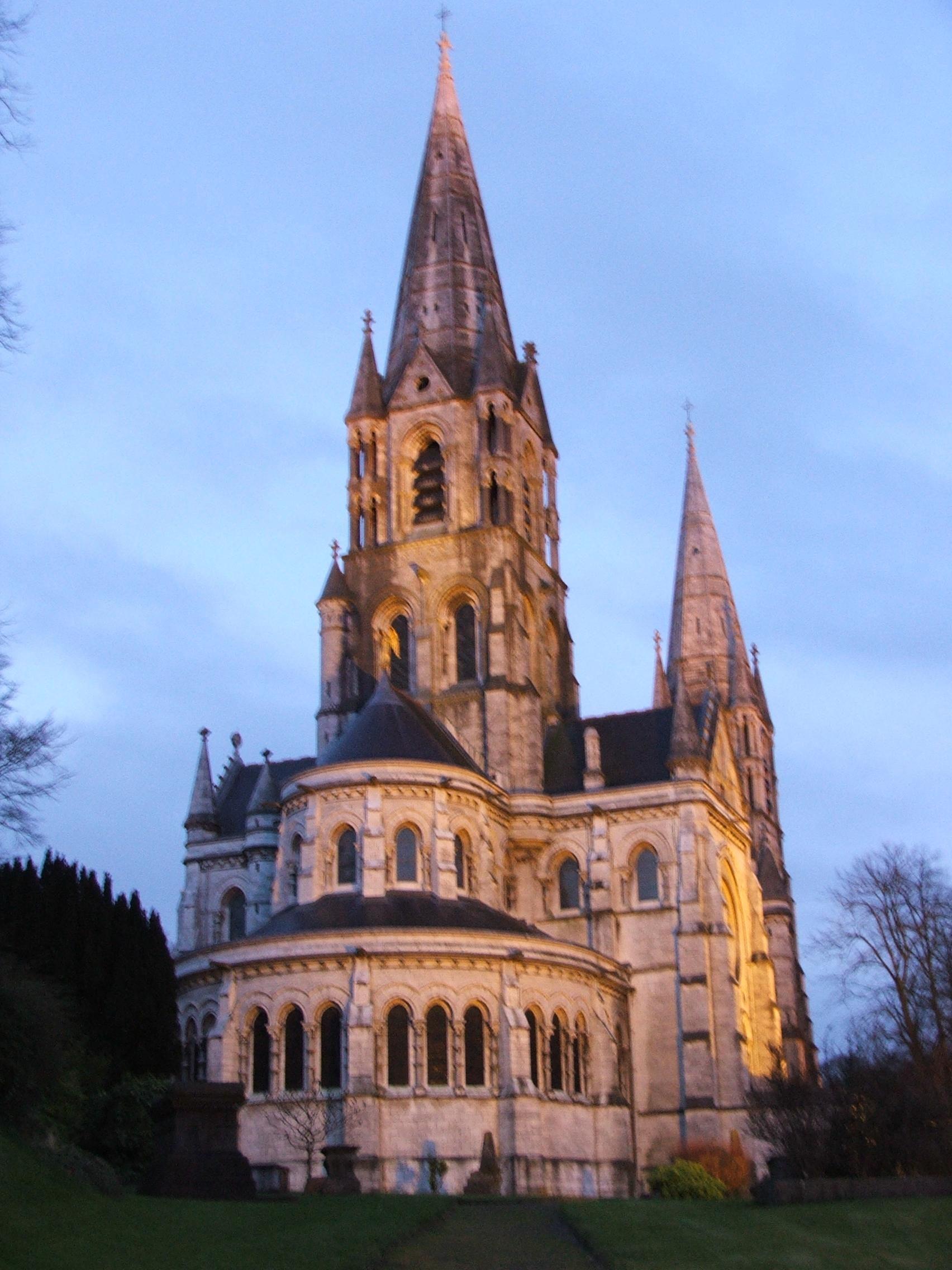
Szent Finnbarr katedrális
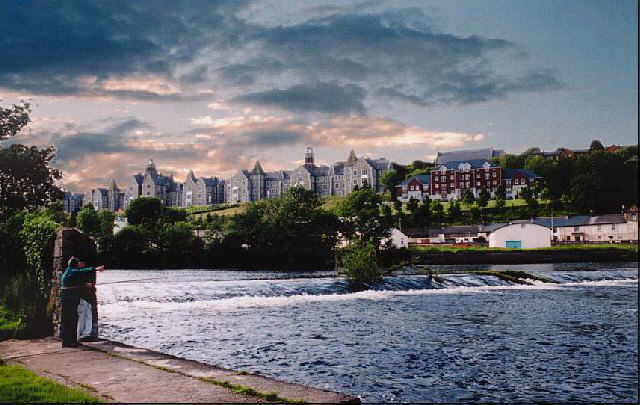
A város a Lee-folyó partjáról
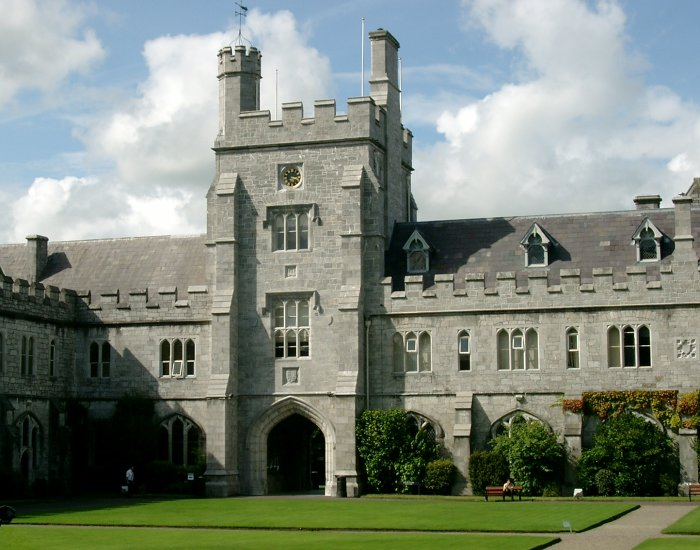
Az egyetem régi épülete